# Luiziana
Luiziana es un municipio brasileño del estado de Paraná. Su población estimada en 2010 era de 7.317 habitantes.